# イザベラ・サマセット

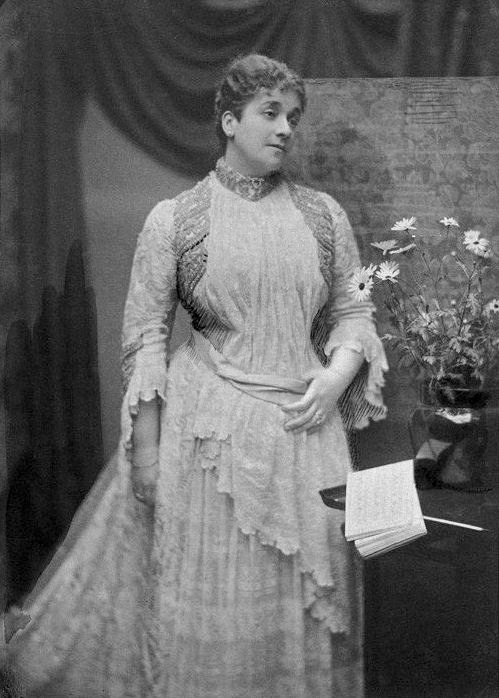
ヘンリー・サマセット卿夫人イザベラ、1884年

レディ・イザベラ・サマセット（英語: Lady Isabella Somerset、1851年8月3日 ロンドン - 1921年3月12日 ロンドン）、別名レディ・ヘンリー・サマセット （英語: Lady Henry Somerset）は、 イギリスの慈善家、禁酒運動推進家、婦人参政権論者。

## 生い立ち
レディ・イザベラ・キャロライン・サマーズ＝コックス（Lady Isabella Caroline Somers-Cocks）は、第3代サマーズ伯爵チャールズ・サマーズ＝コックスとその妻ヴァージニア・パトルの間の長女だった。母方の伯母に写真家ジュリア・マーガレット・キャメロン、母方の従姉に小説家ヴァージニア・ウルフの母ジュリア・スティーヴンがいる。家庭で教育を受けた。男兄弟がおらず、妹アデラインと共に父の財産の共同相続人に指名されていた。末の妹ヴァージニアはジフテリアで夭折した。きわめて信心深い少女で、一時は修道女になることを考えたこともあった。

## 結婚とスキャンダル
1872年2月8日、ヘンリー・サマセット卿と結婚し、以後はレディ・ヘンリー・サマセット（Lady Henry Somerset）として知られるようになる。この縁組は双方にとって理想的なものに思われた。夫は第8代ボーフォート公爵の次男で、分与される財産は無いに等しく、イザベラの裕福な相続財産が夫婦の生活を支えた。1874年5月18日、夫婦には息子が生まれヘンリー・チャールズ・サマーズ・オーガスタス・サマセット（Henry Charles Somers Augustus Somerset）と名付けられた。しかしヘンリー卿は同性愛者で、そのため結婚生活は悲惨な失敗に終わる。男性同性愛は当時のイギリスでは重大な触法行為だったが、女性たちは夫のどんな不品行にも目をつぶるのが美徳とされていた。レディ・イザベラは自ら夫の許を去り、息子の養育権を夫から勝ち取るために訴訟を起こし、夫の性的指向を社会に暴露したことで、それまで属していた上流社交界から非難された。彼女は1878年勝訴して息子を引き取り、自称もレディ・イザベラ・サマセット（Lady Isabella Somerset）に変更したが、社交界からは完全に排除された。ヘンリー卿は立場を失ってイタリアに逃亡したが、夫婦はレディ・イザベラの信心深さのために離婚に踏み切ることはしなかった。レディ・イザベラは実家にほど近いレドベリーに居を移し、慈善活動に没頭する日々を送った。1883年父が世を去ると、彼女はイーストノア城、サリーとグロスターシャーの所領、ロンドンの邸宅とイーストエンドの貧民街に所有する地所を相続した。彼女はアングリカンとして育ったが、1888年代メソジスト派に改宗している。

## 禁酒運動

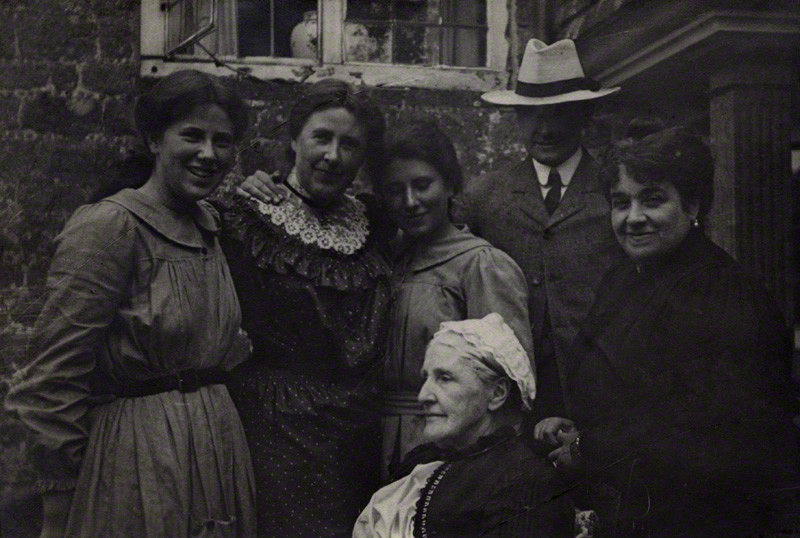
レディ・イザベラ・サマセット（右端）、（左から）レイ・ストレイチー、メアリー・ベレンソン、ハンナ・ウィタル・スミス（着座）、カリン・スティーヴン、ローガン・パーサル・スミス、1904年の写真

レディ・イザベラは親友が急性アルコール中毒による譫妄を起こして自殺したことをきっかけに禁酒運動に目覚めた。その雄弁さと押しの強さから、彼女は1890年大英帝国婦人禁酒協会（BWTA）会長に就任する。翌年レディ・イザベラはアメリカ合衆国へ視察旅行に出向き、世界婦人キリスト教禁酒協会（WWCTU）会長フランシス・ウィラードと会談し、ボストンで開催されたWWCTUの会議で演説を行った。ウィラードはその後まもなくレディ・イザベラをWWCTU副会長に選任し、複数回イギリス側の組織を訪問した。レディ・イザベラのBWTA会長在任中、組織は急成長し大きな政治的社会的影響力を持つようになった。彼女は自由党の政治家たち、ロバーツ元帥、ウィリアム・ブースらと連携した。レディ・イザベラはバース・コントロールの啓発に努めた。1895年、彼女は「道徳的な罪は望まない子供と共に生じる」と唱えた。1897年までに、国教会の高位聖職者ベイジル・ウィルバーフォースとの友人関係のおかげもあり、彼女はアングリカン教会に帰順した。
彼女の反対者たちはBWTAにウィラードが大きな影響力を持ちすぎていると主張した。レディ・イザベラはBWTAを婦人参政権運動組織に変えるつもりは無いと言明したものの、彼女とウィラードはおおっぴらに婦人解放を訴えていた。レディ・イザベラは1894年から1899年にかけてフェミニスト週刊誌『ザ・ウーマンズ・シグナル（The Woman's Signal）』を編集していた。彼女は自分の率いる組織の求心力を高めようと野心的な行動に出た。インドに駐留するイギリス人兵士の間での性感染症の蔓延を防ぐ手段として、インド人女性による売春の公営化を支持したのである。この考え方は当時の貴族階級に広がっていたものだが、この主張をしたことで彼女はBWTAの多くの会員の支持を失う結果となった。ジョゼフィーン・バトラーとの論争ののち、レディ・イザベラは1898年組織の分裂を防ぐために自身の主張を撤回することを余儀なくされた。1898年ウィラードの死後にはWWCTU会長職を引き継ぎ、1906年まで務め、1903年に最後の合衆国訪問を行った。レディ・イザベラは省庁の行政運営にコーポラティズム色の強い北欧型モデルを導入することを支持した際、BWTA会員から再び強い批判にさらされ、ついに会長職を退任した。カーライル伯爵夫人が後任の会長に選出された。

## 晩年と死

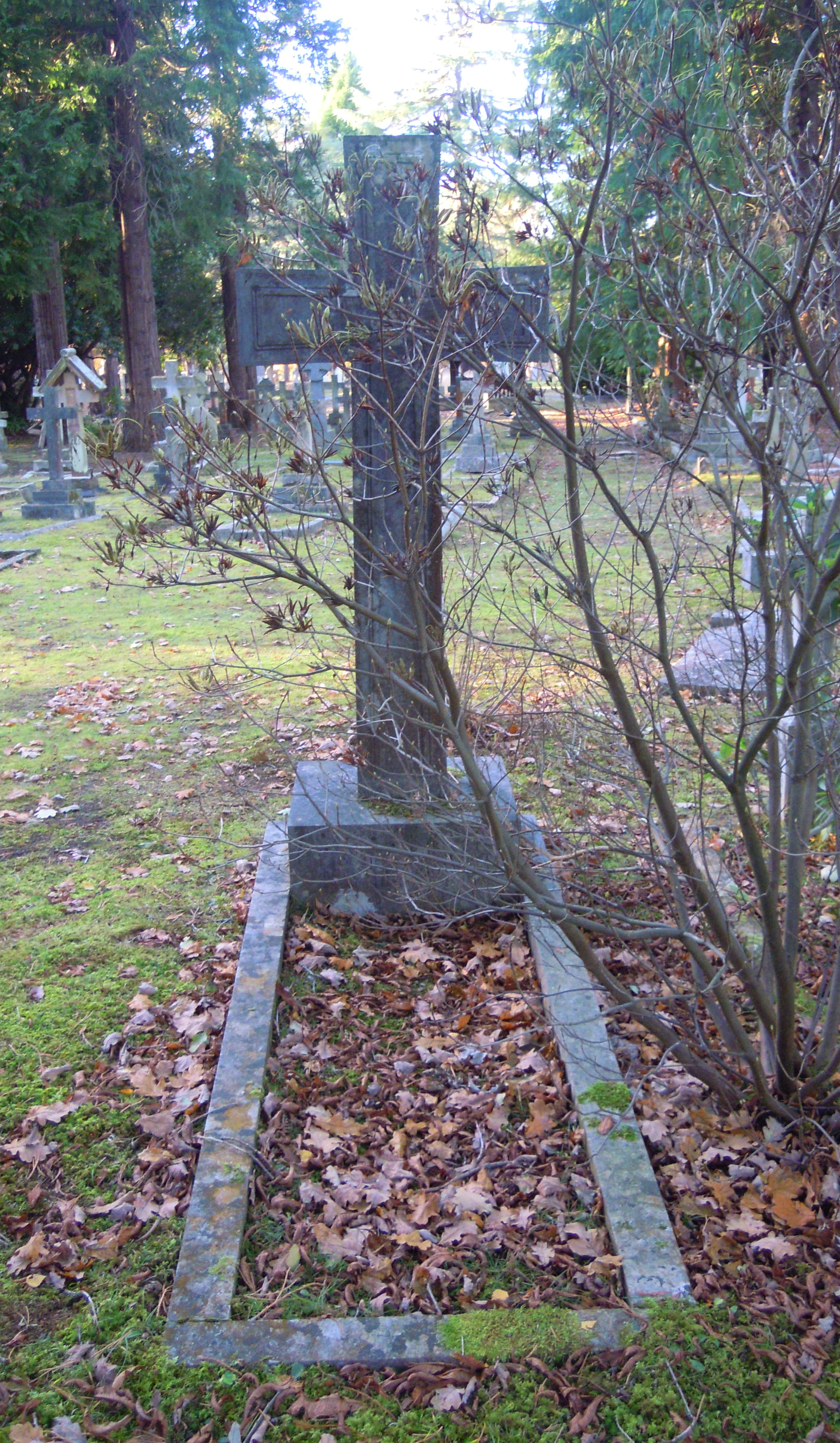
ブルックウッド墓地内のレディ・イザベラ・サマセットの墓石

公的な職務からの引退後、レディ・イザベラが情熱を捧げたのは、1895年ライゲート郊外ダックスハースト（Duxhurst）に自らが創設したリハビリ施設「女性アルコール中毒患者コロニー（the Colony for Women Inebriates）」の運営であった。アルコール中毒患者のリハビリは彼女が最も重視する仕事であった。殺人罪の受刑者キティ・バイロンも、1908年の出所後この施設に入ったことが知られている。
1913年、レディ・イザベラは『ロンドン・イヴニング・ニュース（London Evening News）』紙上の読者投票の結果、イギリス初の女性首相に相応しい女性1位に選ばれている。第一次世界大戦中、ロンドンの彼女のフラットはツェッペリンによる爆撃の被害を受けた。レディ・イザベラは亡くなるまで、自身の裕福な資産と特権を使い、貧者、特に貧しい女性の救済に奔走し続けた。1921年急病に罹り69歳で死去。
一人息子ヘンリー・サマセット（1874年 - 1945年）は第10代セント・オールバンズ公爵の娘レディ・キャサリン・ボークラーク（1877年 - 1958年）と結婚し子孫を残した。1984年、ヘンリー卿の甥第10代ボーフォート公爵が実子なく死ぬと、ヘンリー卿夫妻の曾孫デイヴィッド・サマセットが第11代ボーフォート公爵を襲爵した。

## ギャラリー

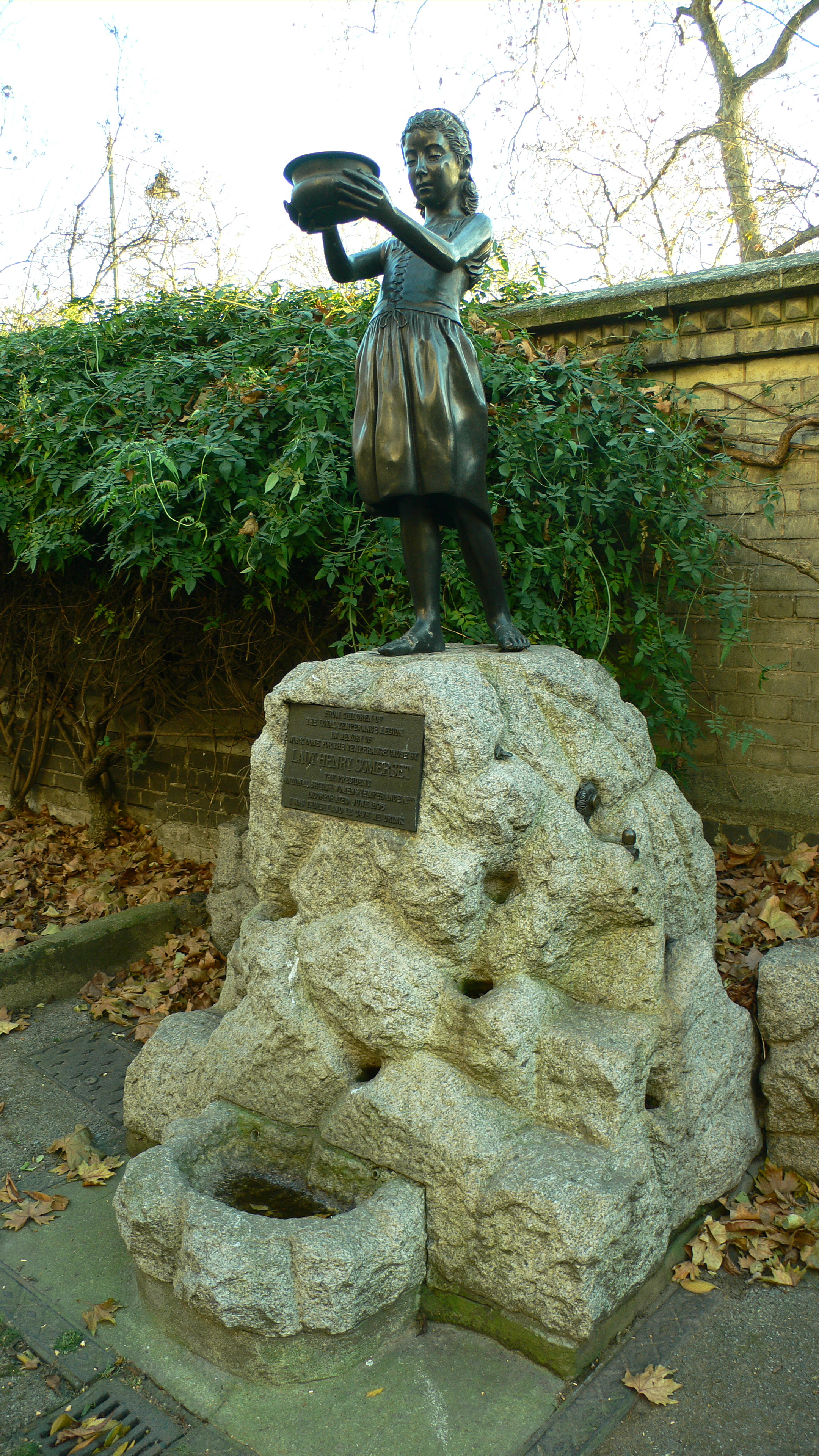
ヴィクトリア・エンバンクメント（英語版）にあるレディ・ヘンリー・サマセット・メモリアル。王立禁酒軍団（Loyal Temperance Legion）がレディ・イザベラを記念して建てた碑で、1897年5月29日に除幕式が行われた。
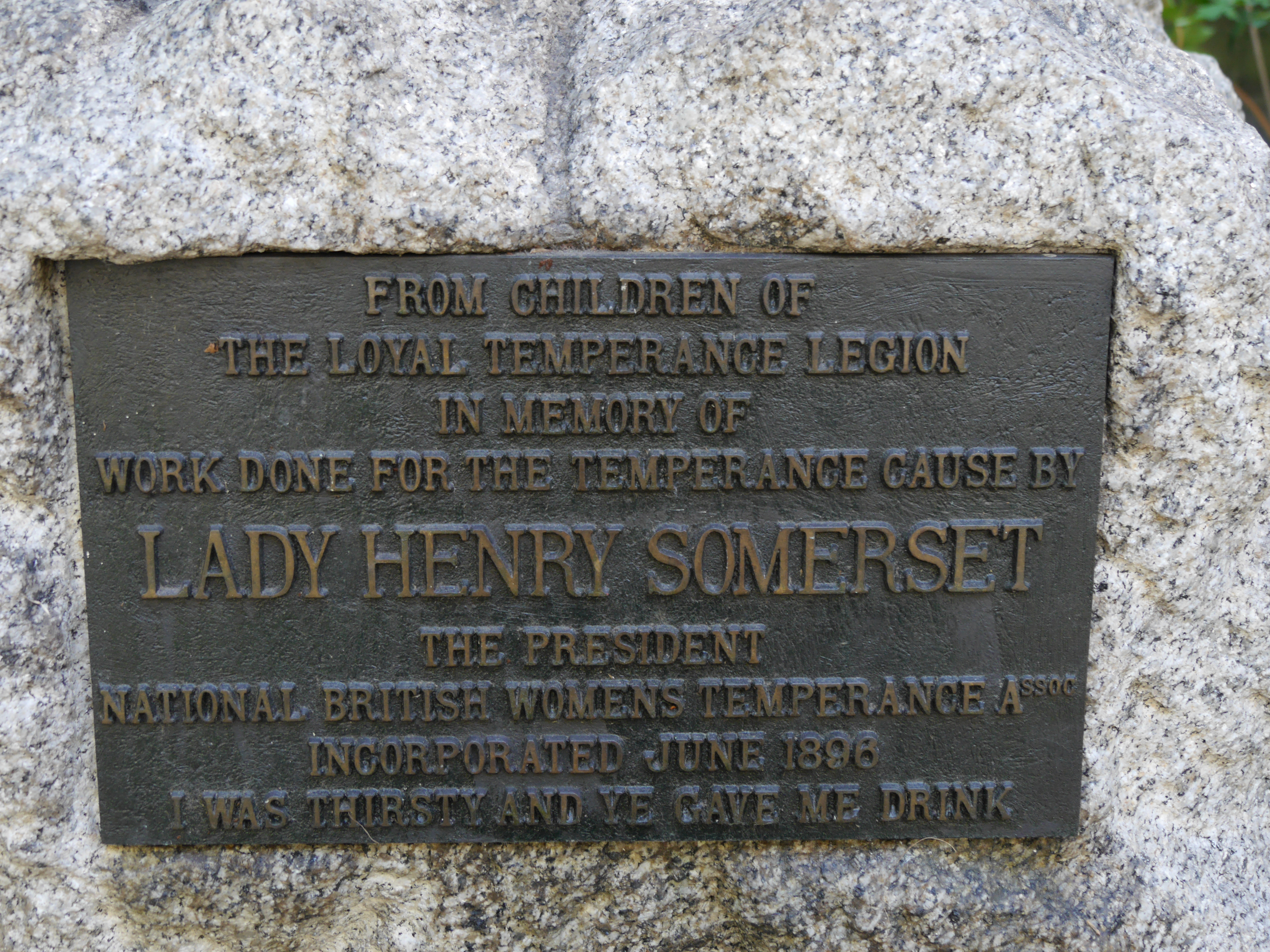
メモリアルの銘板